# Llorenç Cendrós
Llorenç Cendrós (Barcelona?, s. XVII), prevere i professor de llengua llatina a Barcelona, autor de la Gramàtica catalana breu i clara.

## Obra
Gramatica cathalana, breu y clara: explicada ab molts exemples y advertencias à part, ab lo modo de compondrer, repetir, apuntuar, escriurer impresa el 1676 a Barcelona és, malgrat el títol, una obra destinada a facilitar l'ensenyament del llatí.